# Borowo (Kartuzy)
Borowo [bɔˈrɔvɔ] (kaschubisch: Bòrowò) ist ein Dorf in der Gmina Kartuzy, in der polnischen Woiwodschaft Pommern. Es liegt 6 km östlich von Kartuzy und 24 km westlich von Danzig.